# حدة (موسيقى)

تردد نصف نغمة أوكتاف

حدة الصوت أو الدرجة هي خاصية إدراكية تسمح بترتيب الأصوات حسب سلم مرتبط بالتردد، أي حسب عدد تواتر الاهتزازات «الذبذبات» هيرتز في الثانية. الحدة خاصية تمكن من التمييز بين الصوتين الحاد والغليظ في الألحان الموسيقية، والتي تتطلب أصواتا ذوات ترددات واضحة ومستقرة بما يكفي لتمييزها عن الضوضاء. الحدة هي السمة السمعية الرئيسية للنغمات الموسيقية، إلى جانب المدة، والجهارة، والجرس.